# شهرستان دسوتو (فلوریدا)
شهرستان دسوتو، فلوریدا (به انگلیسی: DeSoto County, Florida) یک سکونتگاه مسکونی در ایالات متحده آمریکا است که در فلوریدا واقع شده‌است.

## خصوصیات
شهرستان دسوتو ۱٬۶۵۵٫۰۱ کیلومترمربع مساحت دارد.